# Час пішов. Підкори посаду за 90 днів
Час пішов. Підкори посаду за 90 днів (англ. The First 90 Days: Critical Success Strategies for New Leaders at All Levels by Michael D. Watkins) - книжка автора Майкла Воткінса, професора Гарвардської школи бізнесу, засновника консалтингової агенції Genesis Advisers [Архівовано 21 листопада 2018 у Wayback Machine.]. Перша публікація книги датується 2006 р. В 2017 перекладена українською мовою видавництвом «Наш формат» (перекладач - Світлана Сарвіра).

## Огляд книги
Книжка Майкла Воткінса, відомого експерта з питань лідерства, радника керівників багатьох всесвітньовідомих організацій. Міжнародний бестселер, входить в 100 найкращих книг з лідерства за версією Amazon. 
Основний закон лідерства та кар’єрного просування. Перехідні періоди завжди є критичними для лідерів. З однієї сторони, перехідний період несе в собі можливість для свіжих, бажаних кардинальних змін в організації, з іншої - це робить лідерів надзвичайно вразливими. 
Більшість погодиться, що зміна ролей є найбільшим викликом для керівника. А от помилки, допущені  протягом перших трьох місяців в новій ролі, можуть завадити подальшому успіху. Автор пропонує дієві стратегії, розсекречує підводні камені та надає поради як їх уникнути. 
Кожен розділ містить контрольні списки, практичні інструменти та оцінки самовпевненості, що в комплексі допоможуть вам засвоїти основні уроки та застосувати їх у відповідних ситуаціях.  [Архівовано 20 вересня 2018 у Wayback Machine.]
Книжка буде цікавою для тих, хто розпочинає трудову діяльність, змінює місце роботи чи посаду, а також для керівників, лідерів, управлінців різних рівнів, менеджерів. 

## Переклад українською
- Воткінс, Майкл. Час пішов Підкори посаду за 90 днів / пер. Світлана Сарвіра. К.: Наш Формат, 2017. —  248 с. — ISBN 978-617-7513-90-1